# 山东省泰山中学
山东省泰山中学位于中华人民共和国山东省泰安市文化路西段，占地50780平方米。现有高中班51个，留学生班3个，学生3172人，专任教师255人。

## 校史

### 济南时代
1864年，西班牙方济会士在山东传教，设有教区，兴办教育。
1939年(民国二十八年)，教区内的黎明小学和同属教会的济南德育中学合并为黎明学校，包含小学和中学教育。是该会在远东（济南、汉口、东京）建立的三所学校之一。
1941年，美籍教士舒龙德总校政。
1945年，由教士梁士琦出任校长。
1948年8月，济南为共军攻陷，学校因教会背景被军事接管。
1948年9月，济南黎明学校与私立懿范女中合并，改称黎明中学。
1958年，迁泰安市泰山区山东农学院西侧。

### 泰安时代
1962年，方济会苗克圣教父组织在台南复校，即今日的臺南市私立黎明高級中學。
1964年9月，迁至泰安的学校经山东省教育厅批准，更名为山东省泰山中学。
1984年秋，学校恢复向泰安地区所辖各县招生。划归泰安市直属，名义上仍是省级名衔。
2001年，在时任市长促进下，与泰山外国语学校组成“泰山教育集团”。
2012年，泰山外国语学校并入泰山中学。
2011年3月，通过加拿大BC省教育厅中加班项目复审通过。

## 现状

### 校园状况
学校占地面积50780平米，校舍建筑面积 52167平米。含原泰中校园（东）、原师专/外国语学校校园（西）两院。设有理化生实验室、多媒体教室、电子备课室、语音室、微机室、学术报告厅、语文实验室、音乐教室、美术教室、劳技教室、书法教室、心理咨询室、图书馆、阅览室等，拥有多媒体教学和电子监控系统、宽带校园网、天文台、校园音响系统、全塑胶运动场以及体育专用教室、艺术专用教室。图书馆藏书近七万册，阅览室报刊杂志百多种。

### 师生状况
现有在职教职工255人，在职教师中，有特级教师3人，高级教师98人，中级教师55人，泰山功勋教师1人，泰山名师8人，国家级骨干教师2人，省级骨干教师21人，省市优秀教师、教学能手、学科带头人、优质课一等奖获得者116人，教育硕士、研究生学历42人，外籍教师2人。

### 升学状况
已与西北工业大学、武汉理工大学达成协议，作为自主招生基地提供自招考场，并提供生源。

## 涉外教育
学校与奥地利、加拿大、美国、韩国等国家建有合作关系，其中韩国大成国际教育中心、韩国雉岳中学互派留学生。多人赴加拿大就读本科。
2012年5月，在蒙特利尔市开设孔子学院。
2012年，弗莱克斯勒克莱尔高中校长、世明大学金荣鲁、汤普逊大学分别来访。